# FLAG標籤
FLAG標籤（FLAG-Tag）是一種生命科學領域常用的蛋白標籤。可使用分子生物學手段將FLAG標籤與目的蛋白結合，形成一個新的重組蛋白分子。這個重組蛋白分子可以與抗FLAG標籤的抗體結合，可以節約專門針對蛋白設計抗體的費用和精力。

## 历史
FLAG標籤最早由於1984年由門罗（Munro）和佩勒姆（Pelham）在論文中提出。FLAG标签是第二个在文献中常被使用的功能齐全的蛋白标签。

## 序列
FLAG標籤的氨基酸序列是：
DYKDDDDK（D=Asp（天冬氨酸）, Y=Tyr（酪氨酸）, K=Lys（賴氨酸））